# Isaac Bär Levinsohn
Isaac Ber Levinsohn (en hébreu : יצחק בר לוינזון ; en russe : Исаак Бер Левинзон), né le 13 octobre 1788 à Kremenets et décédé dans la même ville le 12 février 1860, est un érudit juif russe, satiriste, écrivain et inspirateur de la Haskala en Russie. Il fut prénommé le « Mendelssohn russe. » Dans son Bet Yehudah (1837), il formule sa philosophie et décrit les contributions juives à la civilisation, dans le but de promouvoir la compréhension judéo-chrétienne.

## Jeunesse
Son père, Judah Levin, est le petit-fils de Jekuthiel Solomon qui s'était établi à Kremenets et avait acquis une fortune colossale, et le fils d'Isaac, qui s'était marié avec la fille de Zalman Cohen, renommé pour sa fortune et son érudition. Le père de Levinsohn est un riche marchand, reconnu aussi bien par les Juifs que par les Gentils. Il maîtrise le polonais, écrit couramment en hébreu classique, ce qui est rare à l'époque, et est un expert talmudique réputé.
À l'âge de trois ans, Levinsohn est envoyé au heder (école juive), où rapidement il manifeste une aptitude inhabituelle à l'étude. À neuf ans, il rédige un travail kabbalistique qui obtient les compliments de ses professeurs et des rabbins. À dix ans, il possède une grande connaissance du Talmud et peut réciter par cœur l'Ancien Testament. Il étudie aussi et maîtrise le russe, ce qui est inhabituel pour un Juif russe de cette époque. En raison de sa puissance de travail et de son intelligence, il se familiarise rapidement avec la littérature rabbinique. À dix-huit ans il se marie et s'installe à Radzivilov, où il subvient lui-même au ménage en enseignant et en traduisant; mais sa vie de couple n'est pas heureuse et rapidement il divorce.

## Débuts en littérature et dans l'enseignement
Levinsohn débute dans la littérature en écrivant des poèmes en hébreu. Entre autres, il écrit un poème patriotique sur l'expulsion des Français de Russie, qui est transmis au ministre de l'intérieur par le général Giers, commandant de la garnison de Radzivilov. Levinsohn lui-même considère ses vers comme un simple exercice littéraire et ne cherchera pas à les faire imprimer. La plupart d'entre eux ont été perdus.
Des études effrénées agissent sur son système nerveux, et Levinsohn se rend à Brody, alors foyer de la Haskala, pour consulter des médecins locaux. C'est dans cette ville que le futur réformateur du judaïsme russe trouve une atmosphère cordiale dans l'entourage des Maskilim (partisans de la Haskala). Il fait rapidement la connaissance du Dr Isaac Erter, le satiriste en langue hébreu, et plus tard de Solomon Judah Loeb Rapoport. Bien que travaillant comme comptable dans une banque locale, il trouve le temps de continuer ses études. Il passe son examen d'enseignant et est alors nommé professeur d'hébreu à l'école secondaire de Tarnopol. Il devient l'ami de Joseph Perl, qui par son influence, lui obtient un poste de moniteur au Collège juif de Brody.

## Écrits
Son nouveau poste le met en contact avec Nachman Krochmal de Żółkiew, une autorité sur toutes les questions de l'enseignement rabbinique et des coutumes juives. En 1817, il soumet à Krochmal sa première étude critique intitulée Ha-Mazkir, et Krochmal est si favorablement impressionné, qu'il lui offre de contribuer aux frais de publication. Cependant cette étude ne sera jamais imprimée, et seulement une partie sera incorporée dans  Te'uddah et Bet Yehudah. En 1820, Levinsohn prépare, pour la jeunesse russe, la première grammaire hébraïque intitulée Yesode Lashon Russiya. Les moyens financiers manquant, elle ne sera jamais éditée et le manuscrit sera perdu.
C'est à cette époque qu'il écrit aussi une satire sur le hassidisme, dénommée Dibre Ẓaddiḳim. La même année, il retourna à Kremenets et commence son Te'uddah be-Yisrael, un ouvrage qui laissera une impression indélébile sur toute une génération de Juifs russes. Il est terminé en 1823, mais n'est publié qu'en 1828. Le livre essaye de résoudre de nombreux problèmes de la vie juive de l'époque en Russie. Il conseille vivement l'étude de la Bible avant celle du Talmud, et la nécessité d'étudier les langues vernaculaires, particulièrement celle du pays où l'on habite. Il recommande aussi l'étude des sciences et de la littérature, et insiste aussi sur l'importance pour les Juifs du travail agricole et industriel. Il conseille fortement d'abandonner les petits trafics et les autres sources de subsistance incertaines.
Les recommandations de Levinsohn ne sont pas du tout du goût des Hassidim, qui vont s'opposer à lui et lui empoisonner l'existence, si bien qu'il est contraint de quitter Kremenets et de s'installer à  Berdychev où il occupe le poste de tuteur dans la famille d'un riche Juif. Il regroupe autour de lui un cercle d'amis progressistes et organise une société pour la promotion de la culture. Considérant qu'il a une mission spéciale d'apporter les Lumières à la jeune génération de Juifs, il réside successivement à Ostrog, Nemirov et Toultchine.
En se rendant à Toultchine, Levinsohn s'arrête à Kaminka, propriété du prince-maréchal Pierre Wittgenstein. Quand le prince apprend l'arrivée de Levinsohn, il l'invite à son palais, lui assigne une suite de chambres et le garde tout l'été. Le prince va passer de nombreuses soirées à discuter avec Levinsohn et lui demander conseil.
En 1823, Levinsohn est obligé de retourner à Kremenets pour des raisons de santé. Dès son arrivée, il est contraint de rester au lit, cloué par une maladie qui va durer douze ans. Malgré cela, il ne reste jamais inactif, et pendant ces longues années de souffrance, il va se mettre à apprendre l'arabe, le grec et le syriaque et étudier les classiques, la politique, l'économie et la philosophie.

## Les questions du prince Lieven
En 1827, un an avant la parution de Te'uddah, Levinsohn présente son manuscrit, avec  un exposé explicatif, au gouvernement russe, qui l'accepte avec beaucoup d'estime et qui lui attribue, sur recommandation de Dimitri Nikolaïevitch Bloudov, la somme de mille roubles pour « une œuvre en hébreu ayant pour objet l'éducation morale du peuple juif ». La même année, le ministre de l'instruction publique, le prince Christophe de Lieven, soumet à Levinsohn trente-quatre questions sur la religion et l'histoire juive, dont entre autres : « Qu'est-ce que le Talmud ? »; « Quel est son auteur ? »; « Quand et où a-t-il été écrit et en quelle langue ? »; « Les Juifs ont-ils d'autres livres de cette importance ? »; « Contient-il  des choses sensibles ? Il est signalé qu'il contient plein de légendes et fables improbables » ; « Comment les auteurs du Talmud ont-ils pu se permettre d'ajouter ou de soustraire des commandements à la Torah qui interdit cela ? »; « Quel est l'objet des nombreux rites qui gaspillent autant de temps utile ? » ; « Est-il vrai que les Juifs sont les descendants de ces Pharisiens que le législateur des chrétiens a accusé de mentir et de superstition ? »; « Est-il vrai que le Talmud interdit aux Juifs d'étudier les langues étrangères et les sciences, ainsi que d'effectuer des travaux agricoles ? »; « Qu'est-ce que le Hassidisme et quel est son fondateur ? » ; « Dans quelle ville résident principalement les Hassidim ? »;  « Est-ce que les Juifs possèdent des écoles ou étudient à partir de livres ? »; « Comment les masses juives considèrent leurs écoles ? »;  « Est-ce que la condition des Juifs peut-être améliorée ? Et si oui, par quels moyens ? »; « Quel est ce Messie que les Juifs attendent ? »; « Est-il vrai que les Juifs espèrent diriger le monde entier quand le Messie arrivera, et que les membres des autres religions seront exclus de participer dans l'après-vie ? » ; « Comment un Juif peut-il être admis dans la société chrétienne et se voir accorder les pleins droits civiques, quand il se tient lui-même à distance des chrétiens et ne prend aucun intérêt dans le bien-être du pays où il réside ? ».
Levinsohn transmit au ministre des réponses précises à ces questions, en se référant à son Te'uddah et à d'autres œuvres dans diverses langues, et promis d'écrire un livre où toutes ces questions seront discutées en détail.
Te'uddah paraît en 1828. Dans sa préface, Levinsohn écrit: « Ce n'est pas un désir de renommée qui m'a poussé à écrire ce livre…Des amis cherchant la vérité et la lumière m'ont demandé de leur signaler le vrai chemin de la vie; Ils voulaient connaitre quelles études sont nécessaires à un Juif, mis à part celle du Talmud et de ses commentaires, pour acquérir la perfection et la distinction en tant qu'homme et Juif. »

## Son œuvre majeure:Bet Yehudah
Levinsohn s'attaque alors à son œuvre principale, Bet Yehudah, qui doit « expliquer, aux yeux des Chrétiens, le monde de la vie spirituelle juive, basée sur les principes de la plus haute moralité, un monde alors inconnu des Chrétiens russes ». Il désire aussi donner à cette œuvre une valeur éducative pour le peuple juif, de façon que ses coreligionnaires non instruits puissent voir le judaïsme sous son véritable éclairage. En même temps, il est obligé de faire très attention dans le traitement du sujet afin d'éviter de se trouver confronté avec l'antagonisme excessif de certains de ses coreligionnaires. Levinsohn présente dans son Bet Yehudah une synthèse nette et précise de la philosophie religieuse juive. Selon lui, la religion juive peut se résumer en deux principes de croyance : la foi en un seul Dieu, qui implique la négation de l'idolâtrie; et l'amour de son prochain. Il démontre par de nombreuses citations, que ce second principe signifie l'amour non seulement d'un Juif pour un autre, mais l'amour pour n'importe quel voisin, indépendamment de sa religion. Il présente une histoire des diverses sectes juives, énumère les contributions des Juifs au savoir et à la civilisation, et à la fin suggère un plan pour la réorganisation de l'éducation juive en Russie. Il conseille vivement la création de séminaires rabbiniques calqués sur les institutions allemandes, l'éducation de la jeunesse juive aux matières religieuses et séculaires, l'ouverture d'écoles élémentaires juives dans l'ensemble de la zone de résidence, l'abolition de l'institution du melamedim (instituteurs religieux) et l'établissement d'écoles agricoles et industrielles.
Bien que terminé dès 1829, son Bet Yehudah ne sera imprimé qu'en 1838. Dès le début, il va exercer une influence considérable sur les Juifs de Russie et donner un plan d'action aux éléments progressistes du judaïsme russe. Le livre va aussi acquérir une renommée en dehors de la Russie. Il est traduit en polonais, et le rabbin allemand Abraham Geiger  lira plusieurs de ses chapitres devant une importante assistance dans la synagogue de Breslau. 

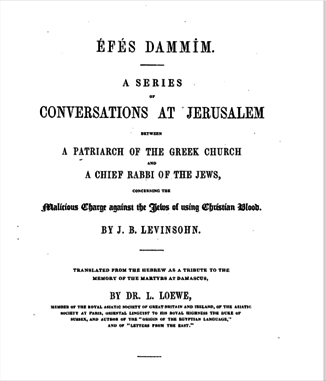
Édition anglaise de Efes Dammim de 1840 pendant l'affaire de Damas

## Réfutation des accusations de crime rituel
À la même époque, à Zaslavl en Volhynie, la communauté juive est accusée d'un crime rituel; de nombreuses familles sont emprisonnées, et toute la communauté est désespérée. Bien que s'opposant aux idées de Levinsohn, celle-ci décide de faire appel à lui, le considérant comme le seul homme capable de prouver la fausseté de l'accusation. Malgré sa maladie, Levinsohn commence son Efes Dammim pour défendre ses coreligionnaires accusés. Les moyens nécessaires n'arrivant pas, il est obligé de dépenser son propre argent pour collecter les informations et les preuves nécessaires. Son but est d'innocenter les Juifs aux yeux des chrétiens et de les sauver de la fausse accusation d'utiliser du sang chrétien. Efes Dammim est écrit sous la forme d'un dialogue entre un patriarche de l'Église grecque de Jérusalem, Simias, et le grand-rabbin de la synagogue de Jérusalem. Le livre montre le remarquable talent dialectique de l'auteur. Il est terminé en 1834 et publié en 1837, republié trois fois, puis traduit en anglais à la suite de l'affaire de Damas en 1840, à la demande de Moïse Montefiore et d'Adolphe Crémieux. Il est aussi traduit en russe en 1883, en allemand en 1884, puis réédité en Allemagne en 1892.
Dans un autre livre polémique, Yemin Ẓidki, Levinsohn prouve l'absurdité des accusations portées contre le judaïsme et le Talmud. Cet ouvrage restera à l'état de manuscrit.

## Autres œuvres polémiques
Levinsohn va écrire plusieurs autres livres polémiques, dont Aḥiyyah Shiloni ha-Ḥozeh (Leipzig; 1841) et Ta'ar ha-Sofer (Odessa; 1863).
Le Aḥiyyah Shiloni ha-Ḥozeh est dirigé contre l'ouvrage The Old Paths (Londres; 1839) du missionnaire anglais McCaul, attaquant violemment le Talmud, qui a été traduit en hébreu par S. Hoga et est distribué abondamment et gratuitement aux Juifs. Aḥiyyah Shiloni ha-Ḥozeh constituera une introduction à un ouvrage plus important de Levinsohn Zerubbabel, terminé en 1853 et qui sera publié en partie par son neveu David Baer Nathansohn (Leipzig; 1863); l'ouvrage complet sera publié plus tard à Varsovie en 1876. Cette œuvre qui va occuper Levinsohn pendant douze ans, malgré sa maladie et ses souffrances, n'est pas seulement une défense du judaïsme, mais aussi un énoncé de la valeur de la loi traditionnelle dans la religion juive, et de la grande sagesse et force morale de ses commentateurs et enseignants.
Le Ta'ar ha-Sofer est dirigé contre les Karaïtes.

## Levinsohn comme philologiste
Levinsohn va en plus écrire sur l'étymologie de l'hébreu et la philologie comparative. Sur ces sujets, il publie Bet ha-Oẓar, dont les parties un et deux paraissent en 1841 à Vilnius; La première partie intitulée Shorashe Lebanon, comprend des études sur les racines des mots hébreux; la seconde partie comprend des articles sur des sujets variés ainsi que Abne Millu'im, un supplément au Bet Yehudah.
Après la mort de Levinsohn, Nathansohn publie Toledot Shem (Varsovie; 1877) et Ohole Shem (Varsovie; 1893), qui contiennent tous les deux des études philologiques disposées par ordre alphabétique, ainsi que des corrections du Oẓar ha-Shorashim de Ben Ze'ev, qui a été republié par Letteris. Levinsohn a laissé un nombre important d'œuvres sous forme de manuscrits, dont Pittuḥe Ḥotam sur la période des Cantiques; Yizre El, des essais divers; Be'er Yiẓḥaḳ, une correspondance avec des érudits de l'époque; Eshkol ha-Sofer, des lettres, de la poésie et des textes humoristiques.

## L'apport de Levinsohn
Levinsohn a travaillé pour le bien-être de ses coreligionnaires en Russie. Il a proposé au gouvernement russe différents projets pour l'amélioration de la condition des Juifs, tel que le plan soumis au prince héritier Constantin en 1823, son mémorandum au ministre de l'éducation en 1831, son projet concernant la censure des livres juifs en 1833 ou son plan pour l'établissement de colonies juives en 1837. Nicolas Ier faisait grand cas de ce dernier plan, et écrivit une lettre personnelle à Levinsohn concernant ce sujet, mais son contenu n'est pas connu. L'établissement de colonies juives en Bessarabie en 1838-1839, et ultérieurement, ainsi que l'organisation des institutions éducatives juives doivent, sans aucun doute, beaucoup aux suggestions de Levinsohn. Le gouvernement apprécie ses services, et en plus de récompenses monétaires, lui offre des positions importantes, qu'il décline à chaque fois.
Sa santé chancelante l'oblige à décliner aussi sa nomination en tant que membre à la commission juive qui se tient à Saint-Pétersbourg en 1843, et en 1853, il refuse encore sa nomination comme membre de la commission spéciale aux affaires juives.
L'épitaphe suivante a été inscrite sur sa tombe à sa demande : 
« À partir de rien, Dieu m'a appelé à la vie. Hélas, ma vie terrestre est passée et je dois de nouveau m'endormir dans le giron de Mère Nature, comme cette pierre l'atteste. J'ai combattu les ennemis de Dieu, non avec un glaive aiguisé, mais avec le Mot.  Que j'ai combattu pour la vérité et la justice devant les Nations, Zerubbabel et Efes Damim en portent témoignage. »
Levinsohn a été appelé le Mendelssohn de Russie.